# Tumaraa

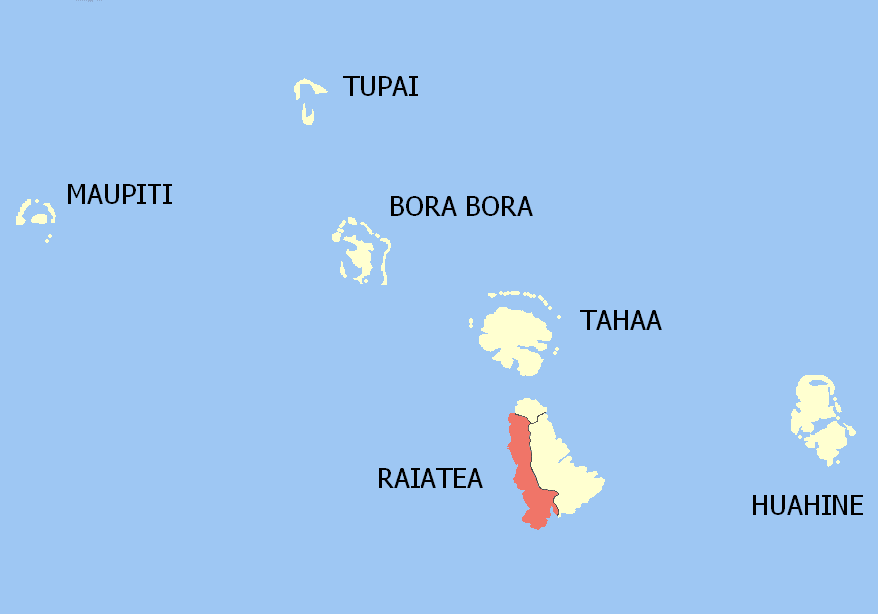
Lage der Gemeinde Tumaraa

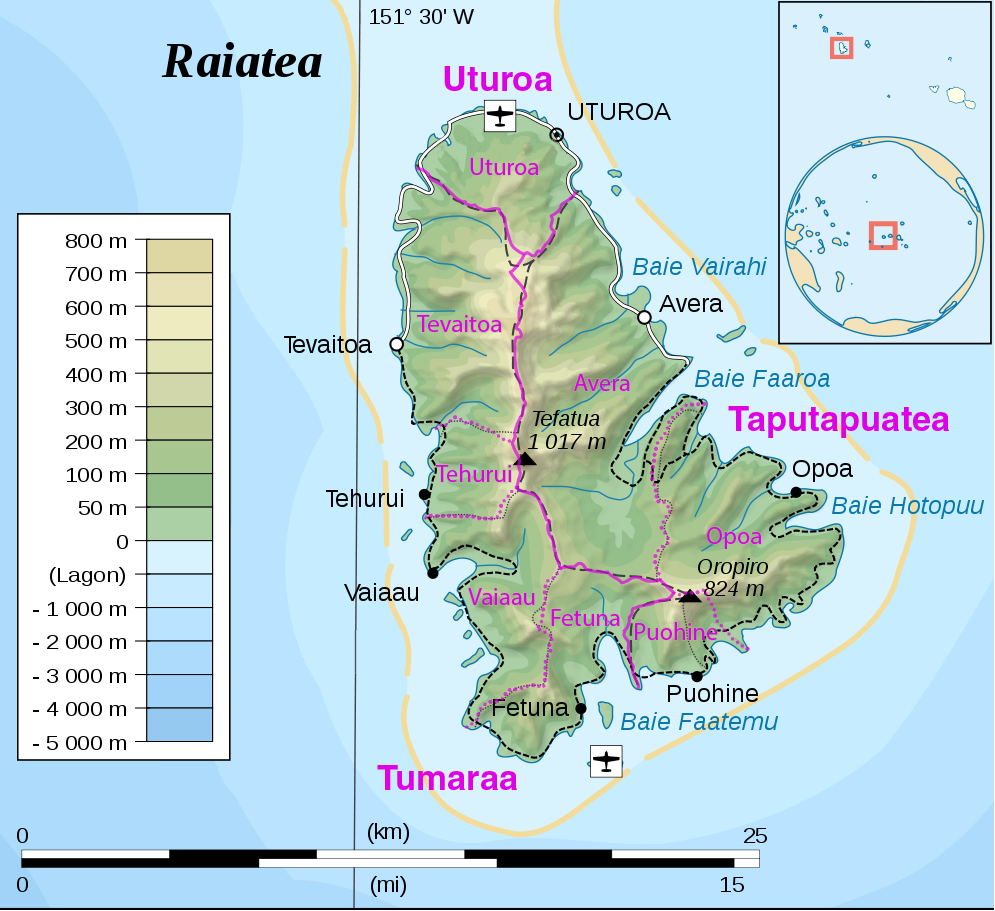
Tumaraa im Westen der Insel Raiatea

Tumaraa ist eine Gemeinde in Französisch-Polynesien. Sie ist eine der 3 Gemeinden auf der Insel Raiatea im Pazifischen Ozean. Die Teilgemeinden sind Tevaitoa als Hauptort (Chef-lieu), Tehurui und Vaiaau an der Westküste und Fetuna an der Südküste. Über den Tefatua, eine Bergspitze auf 1017 m über dem Meeresspiegel, verläuft die Gemeindegrenze zu Taputapuatea. In Fetuna gibt es einen Flughafen. Nebenan liegt die Baie Faatemu, eine Meeresbucht.

## Ortschaften (communes associées)
| commune associée | Fläche km² | Einwohner 2022 | Bevölkerungs- dichte |
| ---------------- | ---------- | -------------- | -------------------- |
| Fetuna           | …          | 367            | …                    |
| Tehurui          | …          | 550            | …                    |
| Tevaitoa         | …          | 2019           | …                    |
| Vaiaau           | …          | 782            | …                    |
| Gemeinde Tumaraa | 63,2       | 3718           | 58,8                 |